# Brzezinka (gromada w powiecie oleśnickim)
Brzezinka – dawna gromada, czyli najmniejsza jednostka podziału terytorialnego Polskiej Rzeczypospolitej Ludowej w latach 1954–1972.
Gromady, z gromadzkimi radami narodowymi (GRN) jako organami władzy najniższego stopnia na wsi, funkcjonowały od reformy reorganizującej administrację wiejską przeprowadzonej jesienią 1954 do momentu ich zniesienia z dniem 1 stycznia 1973, tym samym wypierając organizację gminną w latach 1954–1972.
Gromadę Brzezinka z siedzibą GRN w Brzezince utworzono – jako jedną z 8759 gromad na obszarze Polski – w powiecie oleśnickim w woj. wrocławskim, na mocy uchwały nr 23/54 WRN we Wrocławiu z dnia 2 października 1954. W skład jednostki weszły obszary dotychczasowych gromad Brzezinka, Miodary i Sosnówka ze zniesionej gminy Sokołowice w tymże powiecie oraz Drogoszewice ze zniesionej gminy Twardogóra w powiecie sycowskim w tymże województwie. Dla gromady ustalono 11 członków gromadzkiej rady narodowej. 
1 stycznia 1960 gromadę zniesiono, a jej obszar włączono do gromad: Sokołowice (wsie Brzezinka i Miodary) i Grabowno Wielkie (wsie Sosnówka i Drogoszowice) w tymże powiecie.